# Belmont (Alvernia-Rodano-Alpi)
Belmont è un comune francese di 454 abitanti situato nel dipartimento dell'Isère della regione dell'Alvernia-Rodano-Alpi.

## Società

### Evoluzione demografica
Abitanti censiti